# Muszę odejść
Muszę odejść – utwór polskiej piosenkarki Nataszy Urbańskiej, wydany w listopadzie 2013 roku jako pierwszy singel promujący debiutancki album studyjny artystki zatytułowany One z 2014 roku. Piosenka została napisana przez Seweryna Krajewskiego i Zofią Kondracką.
Teledysk do piosenki miał swoją premierę 9 listopada 2013 roku, pięć dni po opublikowaniu studyjnej wersji utworu. Reżyserami klipu zostali Marcin Filipek i Katarzyna Bachleda-Curuś.